# Christian Tappán
Christian Tappan Sorzano (ur. 19 lutego 1972 w Meksyku)  – meksykańsko–kolumbijski aktor. Rozpoznawalność zapewnił mu występ w meksykańskich i kolumbijskich telenowelach oraz serialach.

## Filmografia

### Filmy
- 2015: ¡Que viva la música! jako Don Rufián
- 2015: Ziarno ciszy (La semilla del silencio) jako Fabrizio Méndez
- 2018: La boda de Valentina jako Demetrio
- 2019: Podróże z diabłem (Running with the Devil) jako członek plakatu
- 2020: Łajzy (Lavaperros) jako Don Oscar
- 2024: Del Otro Lado Del Jardín jako Ebel
- 2024: Wtajemniczeni 2 (Los Iniciados 2) jako Isaac

### Seriale / Telenowele
- 1997: El secreto de Alejandra jako David
- 1998: ¿Qué nos pasa?
- 2000: Ramona jako Colorado
- 2001: Przyjaciółki i rywalki (Amigas y Rivales) jako Alejandro Pohlenz, scenarzysta telenoweli La Frontera del Amor, w której występuje Nayely Perez (Angélica Vale)
- 2001–2002: Mujer, Casos de la Vida Real
- 2003: No renuncies Salomé jako Juan Pablo
- 2003: Amor Descarado jako Basilio Concha
- 2004: Anita (¡Anita, no te rajes!) jako ks. Francisco
- 2006: Miłość na sprzedaż (Amores de mercado) jako Gerardo Suárez
- 2007: Sobregiro de amor jako Horacio Peres
- 2007: Zorro (El Zorro, la espada y la rosa) jako Javier
- 2008: El cartel de los sapos jako Caremico
- 2008: Sin Senos no hay Paraiso jako Octavio
- 2008: Vecinos jako Alfonso „Poncho” María Craus
- 2009: Las trampas del amor jako dr Montes
- 2010: Pustynna miłość (El Clon) jako Raúl Escobar
- 2011: La Bruja jako spiker
- 2011: Królowa Południa (La Reina del Sur) jako Willy Rangel
- 2012: Pablo Escobar: El Patrón del Mal jako Gonzalo Gaviria
- 2013: La promesa jako Roberto Aristizábal
- 2014: La suegra jako Bernardo Burgos
- 2014: Fugitives jako Steve Houston
- 2015: La esquina del diablo jako Ángel Velasco
- 2015–2016: El Señor de los Cielos jako Gustavo Gaviria / urzędnik
- 2015–2016: Narcos jako Kiko Moncada
- 2016–2017: La Hermandad jako Gorka Marín
- 2016: Historia pijaka (Drunk History: El lado borroso de la historia) jako Flaco
- 2017: Na przekór przeznaczeniu  (Cuando vivas conmigo) jako Felicito Yanequé
- 2017: La fiscal de hierro jako Francisco Miranda
- 2017–2023: Snowfall jako Rigo Vasco
- 2018: Distrito Salvaje jako Apache
- 2020: Napad stulecia (El robo del siglo) jako El Abogado
- 2021: Zemsta pięciu sióstr (La Venganza de las Juanas) jako prokurator Ernesto Suárez
- 2022: Od zawsze ja (Siempre fui yo) jako El Faraón
- 2022–2024: Primate jako William Díaz
- 2024: Griselda jako Arturo Mesa
- 2024: Porwanie lotu 601 (Secuestro del vuelo 601) jako komendant Richard Wilches
- 2024: Kobiety w błękicie (Las Azules) jako Escobedo
- 2024: El colombiano de Keko jako prokurator Vladimir Fernande
- 2024: Wojna sióstr (Las Hermanas Guerra) jako Bernardo Centeno

## Nagrody i nominacje
| Rok  | Nagroda                | Kategoria                                           | Tytuł produkcji            | Rezultat  |
| ---- | ---------------------- | --------------------------------------------------- | -------------------------- | --------- |
| 2013 | Premios India Catalina | Najlepszy aktor drugoplanowy serialu                | Escobar, el patrón del mal | Wygrana   |
| 2014 | Premios India Catalina | Najlepszy aktor drugoplanowy telenoweli lub serialu | La promesa                 | Wygrana   |
| 2017 | Premios India Catalina | Najlepszy protagonista telenoweli lub serialu       | Na przekór przeznaczeniu   | Nominacja |